# مانوئل ریواس

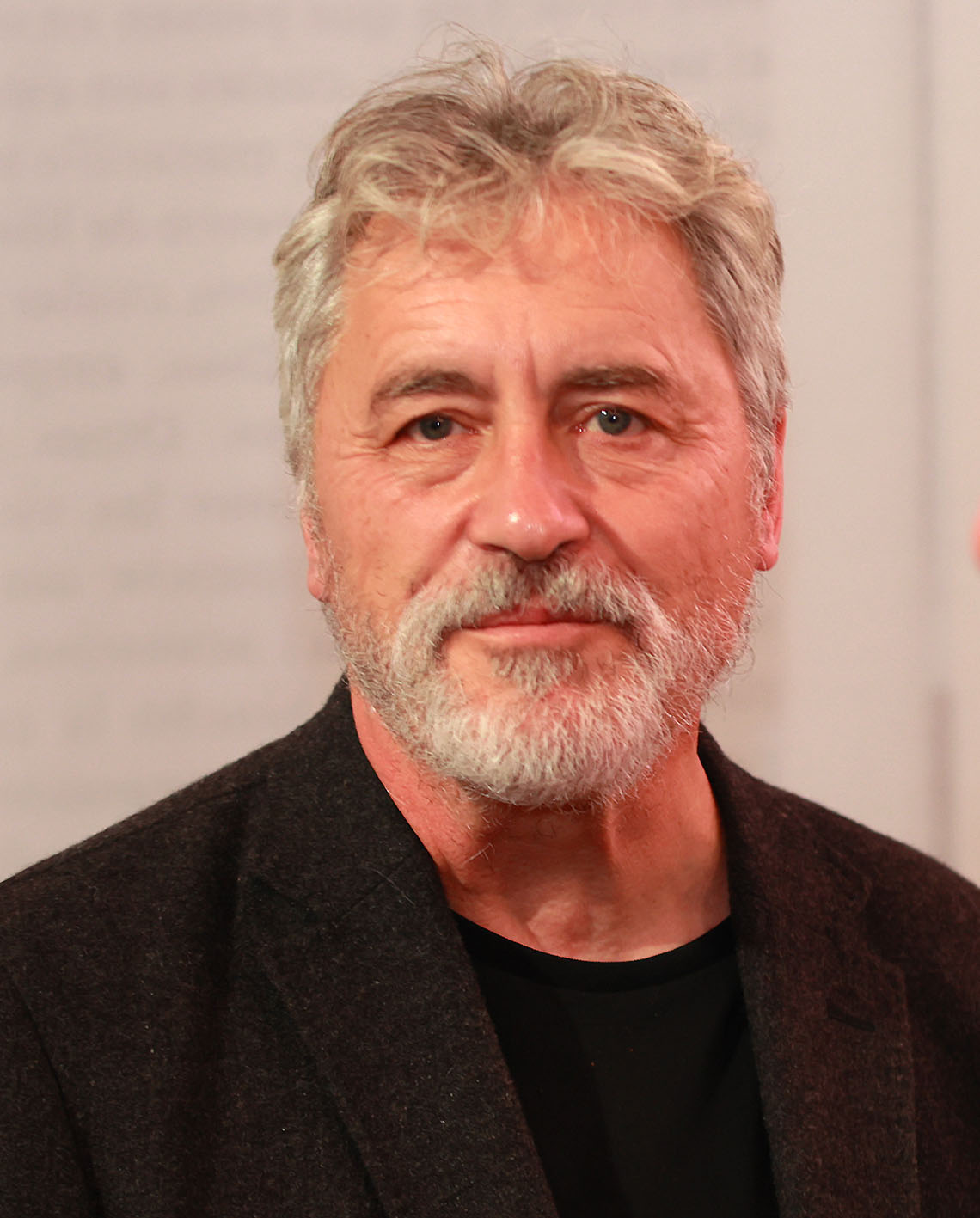
مانوئل ریواس

مانوئل ریواس (به اسپانیایی: Manuel Rivas) (زادهٔ ۲۴ اکتبر ۱۹۵۷) نویسنده و روزنامه‌نگار اسپانیایی است که داستان‌هایش را به گویش گالیسیایی رایج در گالیسیا در شمال اسپانیا می‌نویسد.
مانوئل ریواس فعال محیط زیست و حقوق بشر و از بنیانگذاران سازمان صلح سبز در اسپانیا است. مهم‌ترین کتاب او رمان مداد نجار (۱۹۹۸) است که براساس آن فیلمی نیز ساخته شده است. او همچنین برای داستان کوتاه یک میلیون گاو (۱۹۸۹) و مجموعه‌داستان تو از جونم چی می‌خوای؟ (۱۹۹۶) برندهٔ برخی از جوایز اسپانیا شده است.